# Agent alchilant
Un agent alchilant este un tip de medicament chimioterapic utilizat în tratamentul cancerului. Acesta adiționează resturi alchilice (CnH2n+1), prin reacții de alchilare, la molecula de ADN. Ca urmare a acestor reacții se obține un ADN nefuncțional, ceea ce duce la blocarea proceselor de sinteză a ADN, ARN și a proteinelor și induce implicit la apoptoza celulelor canceroase.

## Mecanism de acțiune
Agenții alchilanți pot să fie activi ca atare, prezentând o toxicitate directă asupra celulelor canceroase prin atacarea directă a moleculei de ADN. Totuși, o parte dintre agenți necesită o activare prealabilă, fiind promedicamente (de exemplu, ciclofosfamida).

Exemplu de acțiune a unui agent alchilant: alchilarea unei baze azotate din structura ADN-ului

## Clasificare
Există mai multe clase de agenți alchilanți antineoplazici:
- Azot-iperite sau muștaruri de azot[2]
  - Ciclofosfamidă
  - Clormetină (mustină) - primul agent alchilant introdus
  - Uramustină
  - Melfalan
  - Clorambucil
  - Ifosfamidă
  - Bendamustină
- Derivați de nitrozouree
  - Carmustină
  - Lomustină
  - Fotemustină
  - Streptozocină
- Sulfonați de alchil
  - Busulfan
  - Treosulfan
- Derivați de etilenamină și metilenamină
  - Altretamină
  - Tiotepa
- Triazene
  - Dacarbazină
  - Procarbazină
  - Temozolomidă
- Complecși coordinativi ai platinei[2]
  - Cisplatină
  - Carboplatină
  - Dicicloplatină
  - Eptaplatină
  - Lobaplatină
  - Miriplatină
  - Nedaplatină
  - Oxaliplatină
  - Picoplatină
  - Satraplatină
  - Triplatină

O parte dintre aceștia sunt considerați a fi agenți alchilanți „clasici”, deoarece au existat pe piață de mai mult timp. Exemple includ melfalan și clorambucil. Se consideră că nu sunt agenți clasici: procarbazina, dacarbazina, și temozolomida. Totuși, această clasificare este disputată.